# Музеи Тамбовской области
Список музеев, находящихся в Тамбовской области:
- Дом-музей Г. В. Чичерина (Тамбов, ул. Советская, 63)
- Музей истории медицины Тамбовской области (Тамбов, ул. Гоголя, д. 6)
- Музей Волка (Тамбов, ул. Советская, 106)
- Музей Греха (Тамбов, ул. Советская, 93)
- Музей Истории Тамбовской епархии (Тамбов, пл. Соборная, 2)
- Музей ТГУ им. Г. Р. Державина (Тамбов, ул. Советская, 93)
- Музейно-выставочный центр Тамбовской области (Тамбов, ул. Карла Маркса, 142/10)
- Тамбовская картинная галерея (Тамбов, ул. Советская, 97)
- Тамбовский областной краеведческий музей (Тамбов, ул. Державинская, 3)
- Музей-усадьба А. М. Герасимова (Мичуринск, ул. Герасимова, 88)
- Дом-музей И. В. Мичурина (Мичуринск, ВНИИ генетики и селекции плодовых растений им И.В. Мичурина)
- Музей-усадьба С. В. Рахманинова (Уваровский р-н, д. Ивановка)
- Музей Е. А. Баратынского (Уметский р-н, с. Софьинка)
- Моршанский историко-художественный музей (Моршанск г., ул. Советская, 25)
- Мичуринский краеведческий музей (Мичуринск, ул. Советская, 297-г)
- Музейный историко-просветительный комплекс города Котовска (Котовск, ул. Кирова, д.5)
- Музей истории села Воронцовка
- Рассказовский краеведческий музей
- Кирсановский краеведческий музей
- Ржаксинский краеведческий музей
- Сосновский краеведческий музей
- Уметский краеведческий музей
- Токаревский историко-краеведческий музей
- Историко-краеведческий музей Бондарского района
- Жердевский народный краеведческий музей
- Знаменский районный краеведческий музей
- Инжавинский краеведческий музей
- Кирсановский краеведческий музей
- Никифоровский краеведческий музей
- Староюрьевский историко-музыкальный музей